# Licy-Clignon

Licy-Clignon este o comună în departamentul Aisne din nordul Franței. În 1 ianuarie 2022 avea o populație de 70 de locuitori.